# Transformada de Fourier
La transformada de Fourier descompon una funció temporal (un senyal) en les freqüències que la constitueixen. Aquesta descomposició resultant és una funció complexa, el valor absolut de la qual representa la quantitat de cada freqüència present en la funció original, i l'argument complex de la qual és el desfasament de la sinusoide bàsica en aquella freqüència. Si bé l'aplicació de la transformada de Fourier no es limita només a funcions temporals, el domini de la funció original se sol anomenar domini temporal. La transformada és anomenada domini freqüencial.

Fig.1 La transformada de Fourier d'una ona quadrada és una sèrie d'ones sinusoidals

El terme transformada de Fourier fa referència tant a la representació en el domini freqüencial com a l'operació matemàtica que associa el domini freqüencial a una funció temporal.
La transformada de Fourier gaudeix d'una sèrie de propietats de continuïtat que garanteixen que pot estendre's a espais de funcions majors i fins i tot a espais de distribucions temperades. A més, té una multitud d'aplicacions en moltes àrees de la ciència i enginyeria: la física, la teoria dels nombres, la combinatòria, el processament de senyals (electrònica), la teoria de la probabilitat, l'estadística, l'òptica, la propagació d'ones i altres àrees. La branca de la matemàtica que estudia la transformada de Fourier i les seves generalitzacions és denominada anàlisi harmònica.

## Definició intuïtiva

En els primers fotogrames de l'animació, una funció f es descompon en les sèries de Fourier: una combinació lineal de sinus i cosinus (en blau). Les freqüències dels components d'aquests sinus i cosinus repartides per tot l'espectre de freqüències, es representen com pics en el domini de la freqüència (en realitat Funció delta de Dirac, mostrats en els últims fotogrames de l'animació). La representació en el domini de freqüència de la funció,, és el conjunt d'aquests pics en les freqüències que apareixen en aquesta resolució de la funció.

La transformada de Fourier és bàsicament l'espectre de freqüències d'una funció. Un bon exemple d'això és el que fa l'oïda humana, ja que rep una ona auditiva i la transforma en una descomposició en diferents freqüències (que és el que finalment s'escolta). L'oïda humana va percebent diferents freqüències a mesura que passa el temps, però, la transformada de Fourier conté totes les freqüències contingudes en tots els temps en què va existir el senyal, és a dir, en la transformada de Fourier s'obté un sol espectre de freqüències per a tota la funció.

## Definició formal
Sigui f una funció Lebesgue integrable:
{\displaystyle f\in L^{1}(\mathbb {R} )} o {\displaystyle f\in L^{1}(\mathbb {C} )}
La transformada de Fourier de f és la funció 
{\displaystyle {\mathcal {F}}\{f\}\ \ :\xi \mapsto {\hat {f}}(\xi ):=\int _{-\infty }^{\infty }f(x)\ e^{-2\pi i\xi x}\,dx,}
Aquesta integral té sentit perquè l'integrant és una funció integrable. Una estimativa simple demostra que la transformada de Fourier F(f) és una funció acotada. A més, per mitjà del teorema de convergència dominada es pot demostrar que F(f) és contínua.
La funció f és {\displaystyle L^{1}}, és a dir, és una funció integrable en el sentit de la integral de Lebesgue. A la pràctica les variables x i {\displaystyle \xi } solen estar associades a dimensions (com l'espai -metres-, la freqüència -Hertz-, etc.) i a vegades és correcte utilitzar la fórmula alternativa, on es fa ús de la constant beta que cancel·la les dimensions associades a les variables obtenint un exponent sense dimensió.
{\displaystyle g(\xi )={\sqrt {\frac {\beta }{2\pi }}}\int _{-\infty }^{+\infty }f(x)e^{-i\beta \xi \,x}dx}
La transformada de Fourier inversa d'una funció integrable f està definida per:
{\displaystyle {\mathcal {F}}^{-1}\{{\hat {f}}\}=f(x)=\int _{-\infty }^{\infty }{\hat {f}}(\xi )\ e^{2\pi i\xi x}\,d\xi ,}
L'única diferència entre la transformada de Fourier i la transformada de Fourier inversa és el signe negatiu a l'exponent de l'integrant. El teorema d'inversió de Fourier formulat a baix justifica el nom de transformada de Fourier inversa donat a aquesta transformada.

## Història
El 1822 Joseph Fourier va demostrar que algunes funcions es podien escriure en forma de suma infinita d'harmònics.

## Propietats bàsiques
La transformada de Fourier és una aplicació lineal:
{\displaystyle {\mathcal {F}}\{a\cdot f+b\cdot g\}=a\,{\mathcal {F}}\{f\}+b\,{\mathcal {F}}\{g\}.}
Valen les següents propietats per a una integració f:
- Canvi d'escala:

{\displaystyle {\mathcal {F}}\{f(at)\}(\xi )={\frac {1}{|a|}}\cdot {\mathcal {F}}\{f\}{\bigg (}{\frac {\xi }{a}}{\bigg )}}
- Translació:

{\displaystyle {\mathcal {F}}\{f(t-a)\}(\xi )=e^{-i\xi a}\cdot {\mathcal {F}}\{f\}(\xi )}
- Translació en la variable transformada:

{\displaystyle {\mathcal {F}}\{f\}(\xi -a)={\mathcal {F}}\{e^{iat}f(t)\}(\xi )}
- Transformada de la derivada: Si f i la seva derivada són integrables,

{\displaystyle {\mathcal {F}}\{f'\}(\xi )=i\xi \cdot {\mathcal {F}}\{f\}(\xi )}
- Derivada de la transformada: Si f i t → f(t) són integrables, la transformada de Fourier F(f) és diferenciable

{\displaystyle {\mathcal {F}}\{f\}'(\xi )={\mathcal {F}}\{(-it)\cdot f(t)\}(\xi )}
Definim la convolució de dues funcions f, g en la recta es defineix de la manera següent:
{\displaystyle (f*g)(x)={\frac {1}{\sqrt {2\pi }}}\int _{-\infty }^{+\infty }f(y)\cdot g(x-y)\,dy.}
Novament la presència del factor davant de la integral simplifica l'enunciat dels resultats com el que segueix:
Si f i g són funcions absolutament integrables, la convolució també és integrable, i serveix la igualtat:
{\displaystyle {\mathcal {F}}\{f*g\}={\mathcal {F}}\{f\}\cdot {\mathcal {F}}\{g\}}
També es pot enunciar un teorema anàleg per a la convolució a la variable transformada,
{\displaystyle {\mathcal {F}}\{f\cdot g\}={\mathcal {F}}\{f\}*{\mathcal {F}}\{g\}.}
però aquest exigeix certa prudència amb el domini de definició de la transformada de Fourier.

## Taula de transformades bàsiques
En algunes ocasions es defineix la transformada amb un factor multiplicatiu diferent de {\displaystyle {\tfrac {1}{\sqrt {2\pi }}}}, sent freqüent en enginyeria l'ús d'un factor unitat en la transformada directa i un factor de {\displaystyle {\tfrac {1}{2\pi }}} en la transformada inversa. A continuació es llista una taula de funcions i les seves transformades de Fourier amb un factor unitat. Si es desitja utilitzar un altre factor, només s'ha de multiplicar la segona columna per aquest factor.
| Funció | Transformada                                                                                            |
| --- | --- |
| {\displaystyle \delta (x)\!} | {\displaystyle 1\!}                                                                                     |
| {\displaystyle u(x)\!} | {\displaystyle 1/2(\delta (f)+1/(i\pi f))\!}                                                            |
| {\displaystyle \sin(w_{0}x)\!} | {\displaystyle -i\pi [\delta (w-w_{0})-\delta (w+w_{0})]\!}                                             |
| {\displaystyle \cos(w_{0}x)\!} | {\displaystyle \pi [\delta (w-w_{0})+\delta (w+w_{0})]\!}                                               |
| {\displaystyle 1\!} | {\displaystyle 2\pi \delta (w)\!}                                                                       |
| {\displaystyle e^{-at}u(t),\operatorname {Re} (a)>0\!} | {\displaystyle {\frac {1}{a+iw}}\!}                                                                     |
| {\displaystyle e^{-a\|t\|},\!} | {\displaystyle {\frac {2a}{a^{2}+w^{2}}}\!}                                                             |
| {\displaystyle te^{-at}u(t),\operatorname {Re} (a)>0\!} | {\displaystyle {\frac {1}{(a+iw)^{2}}}\!}                                                               |
| {\displaystyle x(t)={\begin{cases}1,&{\text{si }}\|t\|<T_{1}\\0,&{\text{si }}\|t\|>T_{1}\end{cases}}\!}                                                                             | {\displaystyle \operatorname {sinc} \left({\frac {wT_{1}}{\pi }}\right)={\frac {\sin(wT_{1})}{wT_{1}}}} |
| {\displaystyle x(t)=\operatorname {tri} \left({\frac {t}{2T_{1}}}\right)={\begin{cases}1-{\frac {\|t\|}{T_{1}}},&{\text{si }}\|t\|<T_{1}\\0,&{\text{si }}\|t\|>T_{1}\end{cases}}\!} | {\displaystyle \operatorname {sinc} ^{2}\left({\frac {wT_{1}}{\pi }}\right)}                            |

## Teorema d'inversió
La idea del teorema d'inversió és que donada una funció f, la transformada de Fourier inversa aplicada a la transformada de Fourier de f resulta en la funció original, en símbols:
{\displaystyle (1)\quad {\check {\hat {f}}}=f\quad }
Encara que, el resultat formulat d'aquesta manera no és vàlid, perquè el domini de la transformada de Fourier segons el que hem definit en el primer paràgraf d'aquest article no és invariant, o sigui que la transformada de Fourier d'una funció integrable no és necessàriament integrable.
Per a formular el teorema d'inversió cal trobar espais de funcions que siguin invariants sota la transformada de Fourier. De fet, hi ha moltes possibilitats, potser la més natural des del punt de vista tècnic sigui l'espai de Schwartz de funcions φ ràpidament decreixents. Encara que aquí es pren una via més directa per a formular un enunciat:
Teorema. L'espai de funcions complexes f definides en la recta tals que f i la transformada de Fourier de f siguin integrables, és invariant tant per la transformada de Fourier com per la transformada de Fourier inversa. A més a més per a una funció f en aquest espai, val el teorema d'inversió (1).
Una altra possibilitat per formular un teorema d'inversió es fonamenta en el fet que la transformada de Fourier té moltes extensions naturals.

## Propietats d'homomorfisme
Com que les "funcions base" eikx són homomorfismes de la línia real (més concretament, del "grup de la circumferència"), se'n poden obtenir algunes identitats útils:
1. Si {\displaystyle g(x)=f(x-y)} llavors {\displaystyle {\hat {g}}(k)=e^{-iky}{\hat {f}}(k)}
2. La transformada de Fourier és un morfisme:

{\displaystyle {\widehat {(f*g)}}(k)={\hat {f}}(k)\cdot {\hat {g}}(k)}

És a dir, la transformada de Fourier d'una convolució és el producte de les transformades de Fourier.

## Sèries de Fourier de sinus i cosinus
Donada una funció en l'interval (0, π), es poden definir moltes funcions en (−π, π) que coincideixen amb ella en (0, π), cada una de les extensions tindrà una sèrie de Fourier pròpia. Però algunes extensions tenen especial interès. Utilitzant una de 
les propietat, es pot escollir l'extensió de manera que s'obté una funció parella i, en aquest cas, la sèrie de Fourier només té cosinus. Es diu sèrie de Fourier de cosinus de la funció original i els seus coeficients es calculen utilitzant una fórmula (en la qual només intervé la funció donada en l'interval original). De la mateixa manera, si es tria una extensió imparella, la sèrie que en resulta és la sèrie de Fourier de sinus de la funció donada i els seus coeficients venen determinats. Es poden fer construccions semblants a partir de qualsevol interval.

## La transformada de Fourier en l'espai de Schwartz
L'espai de Schwartz consisteix en les funcions φ, prenent valors complexos, definides en R i infinitament diferenciables tals que per a qualsevol m,n enters no negatius
{\displaystyle \sup _{x\in \mathbb {R} }|x^{m}\varphi ^{(n)}(x)|<\infty ,}
on φ(n) és l'enèsima derivada de φ. El símbol {\displaystyle {\mathcal {S}}} representa l'espai de Schwartz.
Teorema Tant la transformada de Fourier com la transformada de Fourier inversa són aplicacions lineals
{\displaystyle {\mathcal {S}}\rightarrow {\mathcal {S}}.}
la fórmula d'inversió s'expressa:
{\displaystyle {\check {\hat {f}}}=f,\quad f\in {\mathcal {S}}.}
L'espai de Schwartz és invariant pel que fa als operadors diferencials amb coeficients polinomials, és a dir de la forma
{\displaystyle [T\varphi ](x)=\sum _{k=0}^{m}P_{k}(x){\bigg (}{\frac {d}{dx}}{\bigg )}^{n}\varphi (x).}
on Pk són polinomis.
A causa de les propietats
{\displaystyle {\mathcal {F}}\{{\frac {d\varphi }{dx}}\}(\xi )=i\xi \cdot {\mathcal {F}}\{\varphi \}(\xi )\quad }
i
{\displaystyle {\mathcal {F}}\{-ix\cdot \varphi (x)\}(\xi )={\frac {d}{d\xi }}{\bigg (}{\mathcal {F}}\{\varphi \}(\xi ){\bigg )},}
la transformada de Fourier és una eina molt important per a l'estudi de les equacions diferencials tant per a la teoria com per a la seva resolució pràctica.

## Domini i abast de la transformada de Fourier
Sovint és desitjable tenir el domini més general per a la transformada de Fourier. La definició de la transformada de Fourier com a part integrant, limita el domini en l'espai de funcions integrables. Malauradament, no hi ha simples caracteritzacions de les funcions que són transformades de Fourier de funcions integrables. És possible estendre el domini de la transformada de Fourier de diverses maneres, com es discuteix en generalitzacions anteriors. La següent llista es detallen alguns dels dominis més comuns i rangs en què la transformada de Fourier està definida.
- L'espai de la funció de Schwartz  és tancat sota la transformada de Fourier. Les funcions de Schwartz són ràpidament descompostes en funcions i no inclouen totes les funcions que són rellevants per a la transformada de Fourier.
- En particular, l'espai L² queda englobat per la transformada de Fourier, però en aquest cas la transformada de Fourier ja no es defineix per la integració.
- L'espai L² dels mapes de funcions integrables de Lebesgue en C0, l'espai de funcions contínues que tendeixen a zero cap a l'infinit, no només en l'espai {\displaystyle L^{\infty }} de funcions delimitades de Riemann-Lebesgue.
- El conjunt de distribucions temperades és tancat sota la transformada de Fourier. Distribucions temperades són també una forma de generalització de les funcions. És en aquesta generalitat que es pot definir la transformada de Fourier d'objectes com a combinació de Dirac.

## Aplicacions de la transformada de Fourier
El poder extraordinari i la flexibilitat de les sèries i transformades de Fourier es posen de manifest en la impressionant varietat de les aplicacions que tenen en diverses branques de la matemàtica i de la física matemàtica, des de la teoria de nombres i la geometria fins a la mecànica quàntica, són algunes de les aplicacions de l'anàlisi de Fourier.

### Ús en espectroscòpia
La transformada de Fourier s'utilitza en ressonància magnètica nuclear (NMR) i en altres tipus d'espectroscòpia, per exemple, en infraroja (FT-IR). En NMR un senyal de decaïment lliure d'inducció de forma exponencial (FID) s'adquireix en el domini temporal i mitjançant Fourier es transforma en una forma lineal de Lorentz en el domini freqüencial. La transformada de Fourier s'utilitza també en ressonància magnètica (MRI), en l'espectrometria de masses i també en el reconeixement òptic de formes mitjançant els correladors òptics

### Ús en enginyeria
La transformada de Fourier s'utilitza per passar al domini freqüèncial, un senyal que es fa servir per obtenir informació que no és evident en el domini temporal.
Es demostra matemàticament que un senyal periòdic es pot descompondre en una suma de sinus i cosinus formant una base ortogonal. D'aquesta manera, senyals com la veu o les ones es poden descompondre en un sumatori de senyals trigonomètrics. El conjunt de constants que es multipliquen a cada freqüència formen l'espectre de freqüències. D'aquesta manera es poden arribar a diversos experiments molt interessants:
1. La veu humana recorre l'espectre dels 100 Hz als 5000 Hz.
2. Si coneixem la densitat espectral d'un sistema i l'entrada podem conèixer la densitat espectral de la sortida. Això és molt útil per al disseny de filtres de radiotransistors.

## Interpretació geomètrica
Definit el producte escalar entre funcions de la següent manera:

{\displaystyle \langle f(x),g(x)\rangle =\int _{-\infty }^{+\infty }f(x)*g'(x)dx\quad }

La transformada de Fourier es pot entendre com el producte escalar entre la funció x(t) i l'exponencial complexa {\displaystyle e^{i2\pi \,ft}} avaluat sobretot el rang de freqüències f. Per la interpretació usual del producte escalar, en aquelles freqüències en les quals la transformada té un valor major, la funció x(t) és més semblant a una exponencial complexa.